# 蒂马尔尼
蒂马尔尼（Timarni），是印度中央邦Harda县的一个城镇。总人口19178（2001年）。

## 人口
该地2001年总人口19178人，其中男性10089人，女性9089人；0—6岁人口2684人，其中男1387人，女1297人；识字率73.01%，其中男性为80.90%，女性为64.24%。